# Adže
Adže su naselje u općini Žepče, Federacija BiH, BiH. Do 2001. godine naselje se nalazilo u sastavu općine Maglaj.

## Stanovništvo
Nacionalni sastav stanovništva 1991. godine, bio je sljedeći:
ukupno: 414
- Hrvati - 404
- Muslimani - 7
- ostali, neopredijeljeni i nepoznato - 3